# Enicospilus aylax
Enicospilus aylax är en stekelart som beskrevs av Ian D. Gauld och Mitchell 1981. Enicospilus aylax ingår i släktet Enicospilus och familjen brokparasitsteklar. Inga underarter finns listade i Catalogue of Life.